# Tetsuya Theodore Fujita
Tetsuya Theodore Fujita (jap. 藤田 哲也, Fujita Tetsuya; * 23. Oktober 1920 in Kitakyūshū; † 19. November 1998 in Chicago) war einer der wichtigsten Sturmforscher des 20. Jahrhunderts. Er lehrte an der Universität von Chicago. 
Auf ihn gehen dabei wesentliche Anteile des aktuellen meteorologischen Kenntnisstands zu schweren Gewittern, Tornados und tropischen Wirbelstürmen zurück. Er gilt ferner als Entdecker der Downbursts und ist insbesondere in Bezug auf die Fujita-Skala bekannt, die den Schaden eines Tornados mit dessen Windgeschwindigkeit in Relation setzt. Bei Bekannten und auch in den Medien hat ihm dies den Beinamen „Mr. Tornado“ eingebracht.

## Der "Super-Tornado" von 1974
Im April 1974 erlebten die Vereinigten Staaten den größten Tornado-Ausbruch seit Beginn der Wetteraufzeichnungen (Super Outbreak). Der "Tornado von Xenia (Ohio)" und der "Tornado von Monticello (Indiana)" sind heute noch berüchtigt. Fujita und seine Studenten werteten Luftaufnahmen und zwei von damals noch sehr seltenen Videokamera-Aufnahmen aus und konnten so beweisen, dass große Tornados oft noch von kleineren Trichtern "umtanzt" werden - und dass Häuser im Tornado nicht vom Innendruck explodieren, das bis dahin obligate Öffnen der Fenster also sinnlos sei und wertvolle Sekunden koste, um Schutz zu suchen. Der extrem langläufige "Monticello-Tornado" brachte Fujita auf die Theorie mit den "Downburst"-Abwinden, welche er jedoch erst Jahre später beweisen konnte.
Die Dokumentationsreihe "Sekunden vor dem Unglück" hat Fujita und den Ereignissen von 1974 in der Episode 43 ein Denkmal gesetzt.